# محمد الداوود
محمد الداوود (عربی: محمد راتب الداوود؛ زادهٔ ۴ دسامبر ۱۹۹۲) بازیکن فوتبال اهل اردن است.
از باشگاه‌هایی که در آن بازی کرده‌است می‌توان به باشگاه ورزشی الرمثا و باشگاه فوتبال الحد اشاره کرد.
وی همچنین در تیم‌های ملی فوتبال زیر ۲۳ سال اردن، و اردن بازی کرده‌است.